# Dennis O’Neil

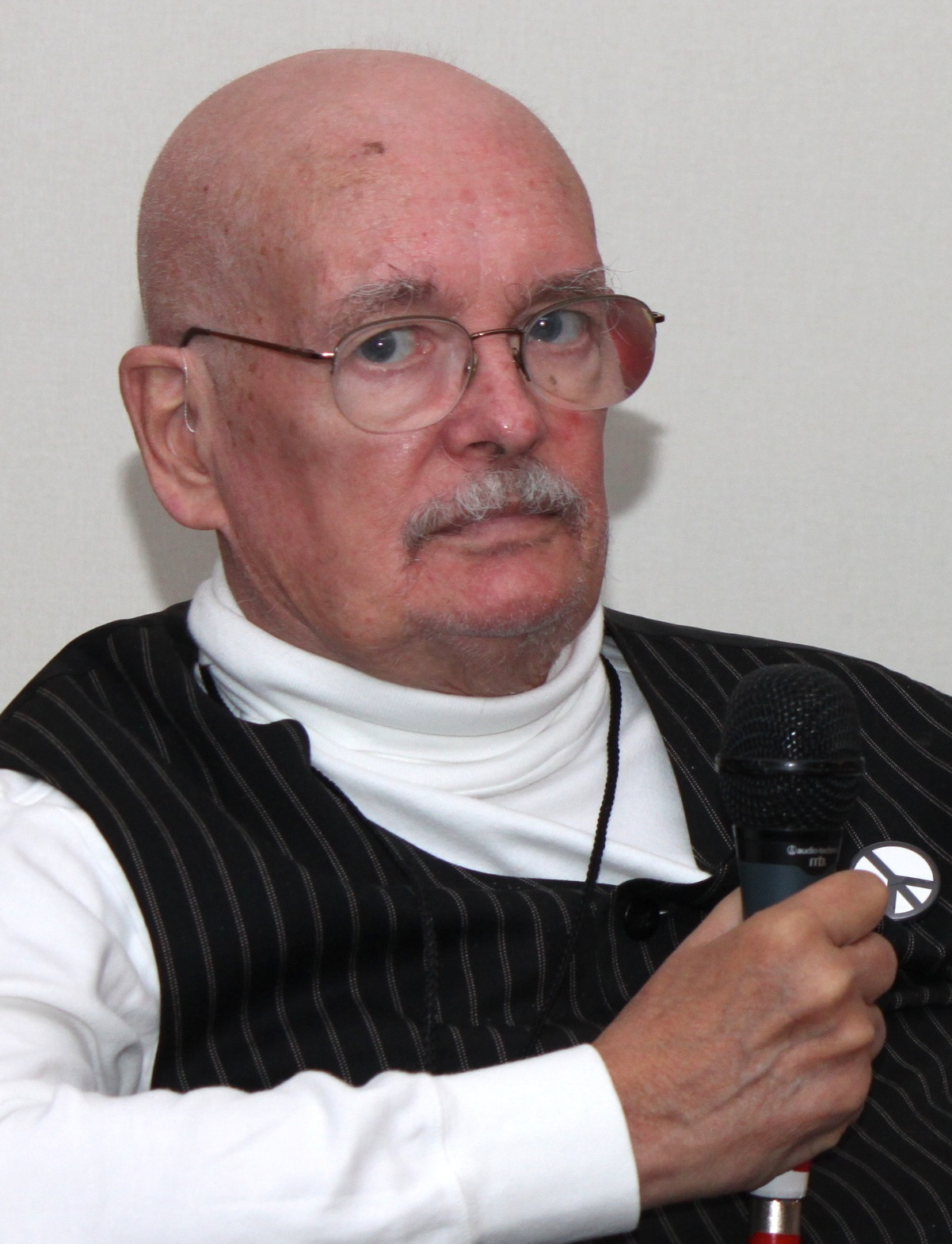
Dennis O’Neil (2012)

Dennis „Denny“ O’Neil (* 3. Mai 1939 in St. Louis, Mississippi; † 11. Juni 2020 in Nyack, New York) war ein US-amerikanischer Schriftsteller, Comicautor und Herausgeber. Am bekanntesten war er für seine Arbeit als Autor zahlreicher Batman-Comics in den 1970er-Jahren und als Editor der Batman-Comics in den 1980er-, 1990er- und 2000er-Jahren.

## Leben und Wirken

### Anfänge
O’Neil entstammte einer katholischen Familie aus St. Louis. Er studierte an der St. Louis University und erwarb Abschlüsse in englischer Literatur, kreativem Schreiben und Philosophie. Nach dem Studium trat O’Neil in die US-Navy ein. Als Matrose nahm er unter anderem an der amerikanischen Seeblockade teil, die die amerikanische Regierung über die Insel während der Kubakrise von 1962 verhängte.
Nach seinem Ausscheiden aus der Marine arbeitete O’Neil zunächst gelegentlich als Kolumnist bei einer Zeitung in Fort Girardeau, Mississippi. O’Neils Kolumnen ließen den damals bei Marvel Comics als Autor tätigen Schriftsteller Roy Thomas auf ihn aufmerksam werden. Thomas vermittelte O’Neil einen Einstellungstest bei Marvel Comics. O’Neils Abschneiden bei diesem Test beeindruckte den damaligen Herausgeber und Chefautor von Marvel Stan Lee derart, dass er Thomas gestattete, O’Neil als neuen Autor für die Reihe Doctor Strange anzuheuern, die die Abenteuer eines mächtigen modernen Magiers zum Inhalt hat.

### Wechsel zu DC Comics
Unter dem Pseudonym Sergius O’Shaugnessy arbeitete O’Neil Ende der 1960er Jahre kurzzeitig bei Charlton Comics, wo er Dick Giordano kennenlernte. Nach dem Bankrott von Charlton Comics wechselte O’Neil zu dem Verlag DC Comics. Die von DC veröffentlichten Serien und Figuren galten damals weithin als gesellschaftlich konformistisch, brav und zahm. Insbesondere die dramatischen sozialen Veränderungen und Konflikte in den Vereinigten Staaten der 1960er Jahre (Rassenunruhen, Frauenbewegung, Anti-Vietnamkrieg-Bewegung, ein wachsender Trend zur Hinterfragung gesellschaftlicher Verhältnisse und Strukturen sowie des Handelns politischer Machtinstanzen) wurde in den von DC zu diesem Zeitpunkt veröffentlichten Comics so gut wie gar nicht reflektiert.
Bei DC schrieb O’Neil zunächst für die Serien Wonder Woman und Justice League of America. Zudem schuf er mit dem „durchgeknallten“ Vigilanten Creeper (sinngemäß „Schleicher, unheimlicher Kerl“) eine neue Figur, die sich als eine bleibende Hinzufügung zum Figurenbestand des DC-Universums erwies: Hinter ihm verbirgt sich der Journalist Jack Ryder, der sich unter dem Einfluss eines wundersamen Giftes immer wieder zeitweise in eine übermenschlich starke und akrobatische, zugleich aber auch wahnsinnige (dabei jedoch im Wesentlichen gutmütige), ständig irre lachende, Kreatur mit gelber Haut und grünen Haaren verwandelt, die allerhand schrille Abenteuer erlebt.
O’Neil, der sich sein Leben lang zu seinen linken Ansichten bekannte, benutzte seine Position als Autor (und später Editor) einiger der meistgelesenen amerikanischen Comicserien seit den späten 1960er Jahren beständig dazu, um von ihm als Missstände angesehene Erscheinungen der realen Welt durch das Medium der von ihm betreuten Comics zu thematisieren und anzuprangern. Der sich zum Konservativismus bekennende Autor Chuck Dixon, der von den frühen 1990er bis in die frühen 2000er Jahre mehr als zehn Jahre lang als Autor von O’Neil als Redakteur beaufsichtigte Comics über den Superhelden Batman verfasste, spöttelte daher, vom rechten Blickwinkel aus, 2016 über O’Neil, dass dieser „der wohl bekannteste Liberale der amerikanischen Comicbranche“ sei („perhaps comicdoms most famous bleeding heart liberal“; der Begriff bleeding heart liberal ist in der Sprache der amerikanischen Konservativen dabei mit dem Werturteil aufgeladen, dass jener Teil der Linken, der so bezeichnet wird, von übermäßiger und verfehlter Empathie für jene Teile der Gesellschaft erfüllt ist, die angeblich zu Unrecht behaupten, benachteiligt und unterdrückt zu sein), fügte aber hinzu, dass er und der O’Neil aufgrund des Umgänglichkeit und undoktrinärer Art während ihrer Zusammenarbeit „trotzdem immer prächtig miteinander ausgekommen“ seien („we never got along anything but famously“).

### Green Arrow und Green Lantern
Als Autor für die Anthologie-Serie The Brave and the Bold nahm O’Neil es zu dieser Zeit auf sich, die Figur des mit Pfeil und Bogen bewaffneten Superhelden Green Arrow optisch und charakterlich zu modernisieren: Während dieser in der ursprünglichen Version im Wesentlichen ein generischer Robin-Hood-Abklatsch ohne bemerkenswerte individuelle Persönlichkeitszüge gewesen war, verpasste O’Neil ihm erstmals eine konturierte Persönlichkeit: Während der alte Green Arrow ein glattrasierter austauschbarer Superheld, ohne nennenswerte Meinungen, Eigenschaften und politische Überzeugungen, gewesen war, machte O’Neil aus ihm einen leidenschaftlichen Anhänger linker Ideen (Hinterfragung von Autoritäten und Machtstrukturen, Ablehnung von Militär, Polizeigewalt, Nuklearwaffen, Überzeugung, dass ein größeres Maß an sozialer Gerechtigkeit verwirklicht werden müsse), der sich – eine Beigabe der Hippie-Bewegung der 1960er Jahre – einen langen Bart stehen ließ und fast noch mehr als gegen Kriminelle gegen soziale Ungerechtigkeiten kämpfte.
Die von ihm überarbeitete Green-Arrow-Figur machte O’Neil auch zu einem von zwei Protagonisten einer seiner wirkungsmächtigsten Arbeiten: Zusammen mit dem Zeichner Neal Adams verkuppelte O’Neil Green Arrow und die Figur des mit einem magischen Ring bewaffneten Weltraumpolizisten Green Lantern zu einem Team, das in der Serie Green Lantern (die nun in Green Lantern/Green Arrow umbenannt wurde) in einer über mehr als ein Jahr laufenden Storyline „Green Lantern/Green Arrow: Hard Travelling Heroes“ Abenteuer erlebten, die sich in einer für die damalige Zeit revolutionären Weise von den damals gängigen Superhelden-Geschichten unterschieden. „Hard Travelling Heroes“ schickt die beiden Helden auf eine Selbstfindungreise durch die Vereinigten Staaten der frühen 1970er Jahre. In ihrem Bestreben das „wahre Amerika“ kennenzulernen setzen die Helden sich in der Geschichte weniger mit Kriminellen und Superschurken auseinander, sondern treffen auf komplexe Probleme, wie Rassendiskriminierung, Opiatesucht, soziale Verelendung, Hass, Bigotterie und Korruption. Dabei erweist es sich, dass diese Probleme sich nicht auf die für Superheldencomics bis dahin gängige Weise lösen lassen, dass einigen Unholden ein paar gepflegte Faustschläge versetzt werden (woraufhin sich alles zum Guten wendet). So ist selbst der scheinbar allmächtige Zauberring von Green Lantern bei den Versuchen, diesen Erscheinungen beizukommen, völlig nutzlos.
Die Presse feierte die Reihe seinerzeit als eine effektvolle Aufzeigung von Missständen in der realen Welt, die das Bewusstsein für die hässlichen Seiten des zeitgenössischen Amerikas schärfe. Auch wurde O’Neils und Adams Arbeit als Beleg für die Reifung des Mediums Comic bewertet: So anerkannten Kritiker die „Hard Travelling Heroes“ als einen Nachweis dafür, dass Comics nicht zwingend darauf beschränkt sein müssten, ausschließlich auf Kinder zugeschnittene Geschichten mit wenig anspruchsvollem Inhalt zu bieten, der sich in kurzweiliger Unterhaltung ohne jede Tiefe erschöpft, sondern dass es auch möglich sei, in Comics Handlungen und Ideen zu präsentieren, die auch für Heranwachsende und Erwachsene geeignete Unterhaltung und sogar Denkanstöße transportieren.

### Batman (1969 bis 2008)

#### Generalüberholung Batmans und seiner Widersacher
O’Neils bekannteste und wirkungsmächtigste Arbeit war schließlich die, ebenfalls zusammen mit Neal Adams als künstlerischem Partner verwirklichte, Generalüberholung des Superhelden Batman: Nachdem Batman sich in den 1950er und 1960er Jahren von einer unheimlichen Kreatur der Nacht, die im Schutz der Dunkelheit als bedrohlicher Rächer Jagd auf Kriminelle macht, zu einer harmlosen und sogar humoristischen Figur entwickelt hatte, die kinderfreundlich-zahme Abenteuer erlebte, führten O’Neil und Adams sie ab 1970 zu ihren Ursprüngen aus den späten 1930er und frühen 1940er Jahren zurück (und gingen sogar deutlich über diese hinaus), indem sie den Batman-Geschichten eine sehr viel düstere Optik sowie sehr viel düstere Inhalte und überhaupt einen grimmigeren und erwachseneren Stil als in den vorangegangenen Jahrzehnten gaben. Anstatt eines zumeist bei Tag agierenden leutseligen Zeitgenossen, der unbeschwert-lebensfroh durchs Leben geht und sich mit Widersachern auseinandersetzt, die ins Unterhaltungsprogramm eines Kindergeburtstages passen würden, machten sie Batman zu einer gebrochenen und traumatisierten Figur, die von inneren Dämonen angetrieben wird, die ihn zwingen, nachts einen harten Privatkrieg gegen gefährliche Kriminelle zu führen. Zu diesem Zweck wurden die bekanntesten Widersacher von Batman, wie der Joker, der Pinguin oder Scarerow („die Vogelscheuche“), die in den 1950er und 1960er Jahren erheiternd-harmlose Schießbudenfiguren gewesen waren, von O’Neil und Adams auf ihre Grundfesten herabgebrochen und dann als gefährliche Psychopathen und Geisteskranke (Joker, Scarecrow) oder als gewiefte Meisterverbrecher (Pinguin) neu interpretiert.
Die bis heute bekannten – in zahlreichen Fernsehserien, Filmen und Videospielen adaptierten – Versionen dieser Figuren wurden im Wesentlichen von O’Neil und Adams in den frühen 1970er Jahren geschaffen. Auch den seit den 1940er Jahren nicht mehr verwendeten Schurken Two-Face brachten die beiden zurück und reinterpretierten ihn als eine weitaus dunklere Figur – einen von Zwangsneurosen und schmerzhaften Obsessionen geleiteten mörderischen Geisteskranken mit krimineller Genialität – als in der ursprünglichen Fassung. Zudem fügten sie Batmans Schurkengalerie mit dem charismatischen Sektenführer und Terroristen Ra’s al Ghul, einem Adepten mysteriöser magischer Künste, die ihm ein jahrhundertelang währendes Leben geschenkt haben, einen neuen Schurken hinzu, der sich als bei den Lesern überaus populär erwies und als einer der am häufigsten wiederkehrenden Widersacher des Superhelden durchsetzte. Weitere beständige Figuren, die O’Neil dem Batman-Universum hinzufügte, waren al Ghuls Tochter Talia, die zwischen ihrer Loyalität zu ihrem Vater und seinen Idealen und ihrer Liebe zu Batman hin- und hergerissen ist und die in späteren Geschichten die Mutter von Batmans Sohn wird, des Weiteren der exzentrische Gangster Maxie Zeus, der sich für eine Reinkarnation des höchsten Gottes des griechischen Pantheons hält, sowie die humanistische Ärztin Leslie Tompkins, die sich der Fürsorge für die Armen und Kranken in den Slums von Batmans Heimatstadt Gotham City verschrieben hat.

#### Ausbau des Batman-Universums
Abenteuer für die diversen Batman-Serien verfasste O’Neil mit Unterbrechungen bis Ende der 1970er Jahre. 1986 wurde er vom DC Verlag zurückgeholt und als Editor mit der redaktionellen Aufsicht über das gesamte Batman-Sortiment des Verlages betraut: In dieser Stellung lenkte er die Geschicke des Superhelden mehr als 16 Jahre lang, bis 2002, indem er Autoren und Zeichner zur Gestaltung der Comics einstellte und anleitete, Manuskripte prüfte, Leitlinien für den weiteren Verlauf der Serien ausgab und dergleichen mehr. Unter seiner Ägide wuchs das Batman-Programm des Verlages von drei monatlichen Serien im Jahr 1986 (Batman, Detective Comics, Batman and the Outsiders) auf neun monatliche Serien im Jahr 2002 (Batman, Detective Comics, Batman: Legends of the Dark Knight, Batman: Gotham Knights, Batgirl, Birds of Prey, Catwoman, Nightwing, Robin).
So wurde unter O’Neils Regie 1989 die fast 20 Jahre laufende Serie Legends of the Dark Knight gestartet, die dezidiert auf erwachsene Leser ausgerichtete, inhaltlich, tonal und optisch besonders düstere Geschichten erzählt, die in den Anfachsjahren von Batmans Karriere als Verbrechensbekämpfer spielen. Anders als alle anderen Batman-Serien hatte Legends of the Dark Knight kein festes „creative team“, sondern wurde von ständig wechselnden Autoren und Zeichnern betreut, die sich jeweils über eine bis sechs Ausgaben der Serie hinziehende Geschichte erzählen, um dann für das nächste Künstlerpaar Platz zu machen. 1992 initiierte O’Neil zudem den Start der vierten monatlichen Batman-Serie Batman: Shadow of the Bat (2000 durch Batman: Gotham Knights ersetzt). Im Laufe der 1990er Jahre ergänzte er das Batman-Programm dann um mehrere Spin-off-Serien, die Soloabenteuer von Figuren erzählen, die ursprünglich als Helfer oder Widersacher in den Batman-Serien aufgetreten waren: Den Anfang machten 1993 die Serien Catwoman und Robin. Es folgten Azrael (1995), Nightwing (1996), Birds of Prey (1998) und Batgirl (2000). Für die Serie Azrael, die die Abenteuer eines jungen Mannes erzählt, der seit früher Kindheit von einem religiösen Geheimbund (dem Orden von Saint Dumas) indoktriniert und durch eine unterbewusste mentale Programmierung systematisch zu einer lebendigen Waffe herangebildet wurde, bevor er sich mit Batmans Hilfe von diesem Geheimbund lossagte, übernahm O’Neil zusätzlich zu seinen Aufgaben als Gruppeneditor für den Batman-Bereich des Verlages auch die Autorenpflichten. So verfasste er sämtliche 100 Ausgaben (und eine Sondernummer und mehrere Annuals) für diese von 1995 bis 2003 monatlich erscheinende Serie.
Als Autor von Batman-Comics steuerte O’Neil in den 1980er und 1990er Jahren, parallel zu seiner Tätigkeit als Editor, einzelne Storylines für die Anthologie Legends of the Dark Knight bei, darunter die Storyline „Venom“, in der er sich erneut mit den Gefahren der Drogensucht auseinandersetzt, sowie die Jubiläumsausgabe #50, die eine mögliche Variante des ersten Aufeinandertreffens von Batman und seinem Erzfeind Joker erzählt.
Während seiner Zeit als Batman-Editor wirkte O’Neil auch an fünf seit 1989 entstandenen Batmanverfilmungen als Berater mit. Außerdem übernahm er es, die Comicadaptionen der vier Kinofilme Batman (1989), Batman Returns (1992), Batman Forever (1995) und Batman & Robin (1997) zu verfassen.

#### Weitere Batman-Projekte
Außerdem schrieb O’Neil in den 1990er Jahren einige außerhalb der fortlaufenden Serien veröffentlichte Batman-Sonderprojekte: So die Miniserie Batman Sword of Azrael (1992), die den ersten Auftritt von Batmans Verbündeten und zeitweiligem Ersatz Azrael erzählt, die Miniserie Gordon of Gotham (1998), die die frühe Laufbahn von Batmans Verbündeten Jim Gordon, dem Polizeichef von Gotham City, als idealistischem Straßenpolizist beschreibt, und den One-Shot Batman: Death of Innocents (1996). Letzterer erzählt eine Geschichte, die vor den Gefahren von Landminen warnt: Batman reist in ein fiktives Land, das von einem Bürgerkrieg geplagt ist, um die vermisste Tochter eines Mitarbeiters seiner als Bruce Wayne gehörenden Firma Wayne Enterprises zu finden. Es gelingt ihm zwar, das Mädchen zu finden, doch kurz bevor der Helikopter, der sie ausfleigen soll eintrifft, stirbt sie, da sie versucht ein vermeintliches Spielzeug aufzuheben, das sich als der Zünder einer Landmine herausstellt, wobei sie zerrissen wird. Dieses Comicheft, das ein Vorwort des langjährigen Senators von Vermont Patrick Leahy und mehrere Erlebnisberichte von Personen enthält, die persönliche Erfahrungen mit Minen hatten, wurde von den Vereinten Nationen an Kinder in den Balkanländern und einige Mittelamerikanische Länder wie Honduras und Nicaragua verteilt, um dazu beizutragen, diese über die Gefahren von Landminen aufzuklären, die in diesen Ländern infolge kriegerischer Verwicklungen weit verbreitet waren, und die Kinder zu Verhalten anzuleiten, das geeignet war, das Risiko, mit Minen in Kontakt zu kommen, reduzieren würde.
Als Romanautor verfasste O’Neil eine Buchadaptionen der sich über zwei Jahre und mehr als 80 Comichefte hinziehenden Storyline „Knightfall“ sowie die Romanadaptionen der Kinofilme Batman Begins (2005) und The Dark Knight (2008).
O’Neils letzte Batman-Geschichte war die kurze von Steve Epting illustrierte Story „Return to Crime Alley“ (eine Fortsetzung zu seiner klassischen Story „There is No Hope in Crime Alley“), die er 2019 zu der Jubiläumsausgabe Detective Comics #1000 beisteuerte.

### Iron Man und Daredevil bei Marvel
Neben seiner Hauptarbeit in den 1970er Jahren, der Modernisierung der Figur des Superhelden und Verbrechensbekämpfers Batman, dessen moderne, bis in die Gegenwart gültige Interpretation er entwickelte, schrieb O’Neil für Marvel Comics längere Zeit für die Serie Iron Man. Dabei verarbeitete er insbesondere seine eigenen schweren Alkoholprobleme in den 1970er Jahren, indem er den sich hinter einer modernen Hightech-Rüstung als Superheld Iron Man verbergenden Playboy, Unternehmer und Ingenieur Tony Stark in der Storyline „Demon in the Bottle“ als ein von Suchtproblemen geplagtes Wrack auftreten ließ, das nur langsam zurück ins Leben findet.
In den frühen 1980er Jahren hatte O’Neil für Marvel Comics einen längeren Run als Autor der Serie Daredevil über den blinden Rechtsanwalt Matt Murdock, der trotz seiner Behinderung mit Hilfe eines Radarsinns nachts gegen das Verbrechen kämpft. Als Zeichner wurde er von dem jungen Künstler Frank Miller unterstützt, dessen Karriere er fortan förderte. So verschaffte O’Neil Miller die Stelle seines Nachfolgers als Autor von Daredevil, als er die Serie verließ. Und Mitte der 1980er Jahre holte O’Neil Miller zu DC Comics, wo Miller mit der von O’Neil edierten Miniserie The Dark Knight Returns (1986), die eine dystopische Zukunftsversion des Batman-Mythos präsentiert, die das Amerika der 1980er Jahre reflektiert, sowie mit dem ebenfalls von O’Neil edierten Vierteiler „Batman. Year One“ (Batman #404-407) künstlerisch und kommerziell äußerst erfolgreiche Arbeiten produzierte.

### Arbeiten beim Fernsehen
In den 1980er und frühen 1990er Jahren schrieb O’Neil neben seiner Arbeit als Comicautor auch Episoden für Fernsehzeichentrickserien wie GI. Joe und Batman. The Animated Series sowie für Serien mit Realdarstellern wie Superboy. In den frühen 1980er Jahren war er zudem an der Konzipierung der Zeichentrickserie Transformers über zwei einander bekriegende Fraktionen von außerirdischen Robotern, die sich in Fahrzeuge und Flugzeuge verwandeln können, beteiligt, die vor allem durch die die Cartoons flankierende Serie von Action-Figuren – einem der großen Verkaufsschlager der 1980er Jahre – äußerst erfolgreich wurde. Er war dabei unter anderem derjenige, der dem sehr bekannt gewordenen Anführer der „guten“ Roboterfraktion, den Autobots, den Namen „Optimus Prime“ gab.

### Weitere Arbeiten und Auszeichnungen

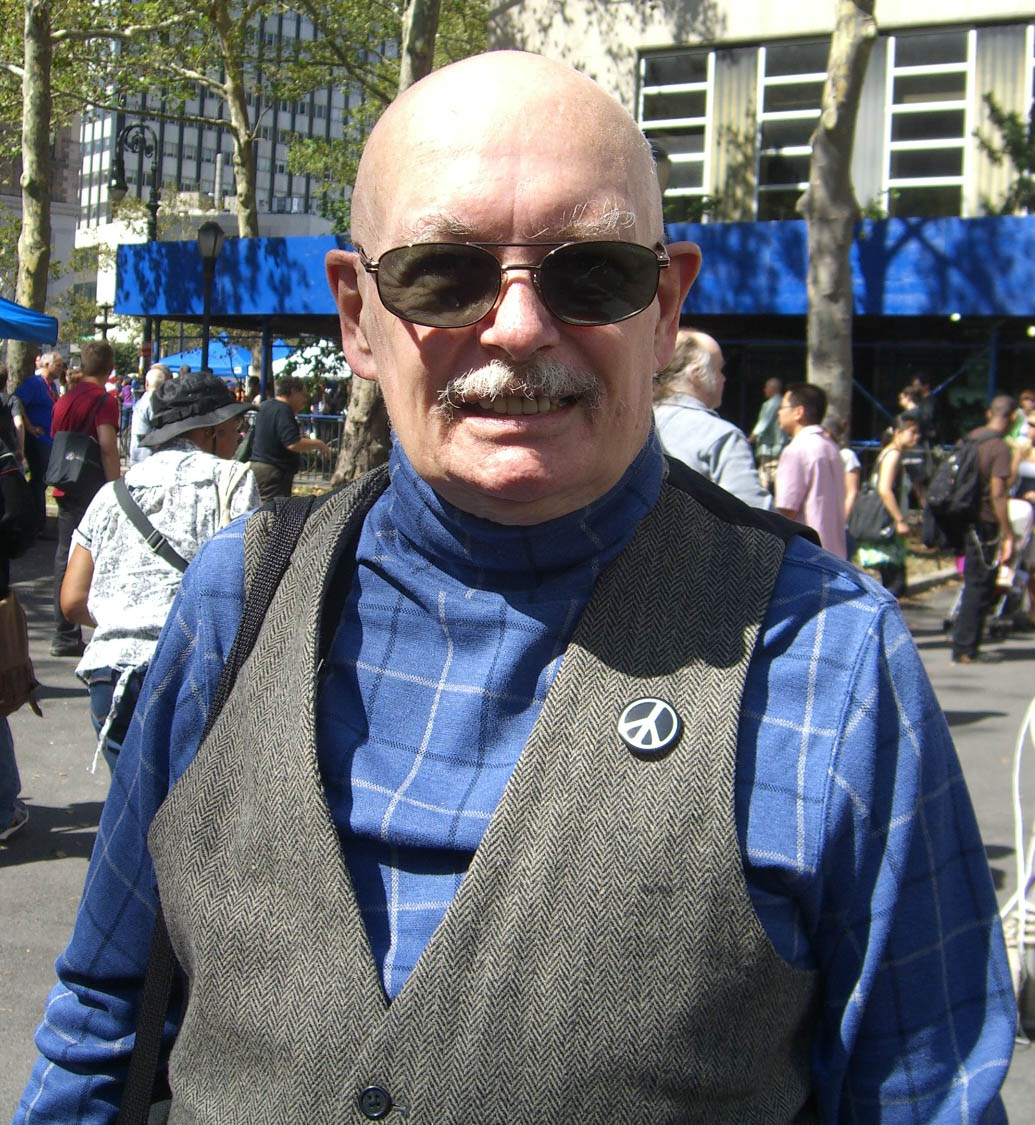
O’Neil beim Brooklyn Book Festival (2009)

Eine weitere Serie für die O’Neil Ausgaben verfasste war die Serie über den Pulp-Helden The Shadow (Zeichner: Mike Kaluta).
Ende der 1980er Jahre verfasste O’Neil die knapp 30 Hefte erreichende Neuauflage der ursprünglich von Charlton Comics veröffentlichten, inzwischen von DC Comics übernommenen Serie über den Trenchcoat-tragenden „gesichtslosen“ Mysterienjäger The Question, die von Denys Cowan künstlerisch umgesetzt wurden.
In den 1990ern hat O’Neil unterrichtete O’Neil neben seiner Tätigkeit für DC Comics als Dozent an der School of Visual Arts in Manhattan.
Für seine Arbeit erhielt O’Neil diverse Auszeichnungen, so den Shazam Award in der Kategorie „Best Individual Story“ für „No Evil Shall Escape My Sight“ in Green Lantern # 76 (mit Neal Adams), für den „Best Writer“ (Dramatic Division) in den 1970ern für Serien wie Green Lantern, Batman, Superman, u. a. sowie für die „Best Individual Story“ für „Snowbirds Don’t Fly“ in Green Lantern #85 1971.
Dennis O’Neil starb im Juni 2020 im Alter von 81 Jahren.

## Bibliographie
Arbeiten für Charlton Comics
- Charlton Premiere # 2
- Thunderbolt # 58–60

Arbeiten für DC Comics
- Adventure Comics # 418, 419, 449–451
- Armageddon 2001 special # 2
- Atom and Hawkman # 42–45
- Azrael # 1–100
- Bat Lash # 2–7
- Batman # 224, 225, 227, 232, 234, 235, 237, 239–245, 247, 248, 251, 253, 256–264, 266, 268, 286, 303, 320, 684
- Batman – Gordon of Gotham # 1–4
- Batman – Legends of the Dark Knight # 1–5, 50, 127–131
- Batman – Sword of Azrael # 1–4
- Beware The Creeper # 1–4, 6, 8
- Brave and the Bold, The # 93
- Challengers of the Unknown # 68–74
- DC Comics Presents # 19, 20, 23
- DC Special Series # 1, 5, 18, 19
- Detective Comics # 395, 397, 399–401, 404–406, 410, 411, 414, 418, 431, 451, 483–491, 851
- Doc Savage # 1–6
- Dragonslayer # 1–2
- Flash, The # 217–221, 223, 224, 226–228, 230, 231, 233, 234, 237, 238, 240–243, 245
- From Beyond the Unknown # 7–8
- Green Lantern # 63, 64, 68, 72, 76–87, 90–100, 102–129
- Hercules # 3–5
- Isis # 1
- Joker, The # 1–3, 6
- Justice, Inc. # 1–4
- Justice League Of America # 66, 68–75, 77–83, 86, 115
- JLA # 91–93
- Kamandi, The Last Boy on Earth! #4 5–48
- Legends Of The Dark Knight # 1–5, 16–20, 50, 59–61, 63
- Legends Of The DC Universe # 7–9
- Nightwing (Miniserie) # 1–4
- Phantom Stranger # 8
- Question, The # 1–36
- Richard Dragon, Kung Fu Fighter # 1–10, 13–18
- Shazam! # 1–7, 9, 14, 15, 17, 25
- Shadow, The # 1–8, 10, 12
- Showcase # 82–84
- Spectre, The # 9
- Strange Sports Stories # 4
- Super Friends # 20, 22, 24
- Superman # 233–238, 240–242, 244, 247, 253, 254
- Super-Team Family # 2
- Sword of Sorcery # 1–5
- Tarzan # 255, 256
- Weird Worlds # 4–10
- Wonder Woman # 178, 179, 180–182, 199–201
- World’s Finest # 198, 199, 201, 202, 204, 211, 212, 214, 244, 256–264

Arbeiten für Marvel Comics
- Amazing Spider-Man, The # 207–219, 221, 223
- Amazing Spider-Man Annual, The # 14
- Billy the Kid # 68, 69
- Chamber of Darkness # 3–5
- Cheyenne Kid # 66–69, 70–73
- Daredevil #1 94–202, 204–207, 210–223, 226
- Deadly Hands of Kung Fu, The # 6, 14
- Epic Illustrated # 16–20
- Ghost Rider # 7
- Go-Go # 7
- Hercules # 2
- Heroes For Hope Starring The X-Men # 1
- Hulk # 21–24
- Iron Man 1968 # 158, 160–208
- Kid Colt Outlaw # 134–136, 138, 139
- Moon Knight # 26 – The Cabbie Killer
- Power Man and Iron Fist # 85–89
- Rawhide Kid # 56, 59, 60, 62, 66
- Savage Tales # 5
- Team America # 2
- Two-Gun Kid # 90, 92
- X-Men # 65

Graphiknovellen
- Justice, Inc – 1975
- Shadow the Private Files – with Mark Waid 1989
- Batman: Bride of the Demon – 1990
- Batman: Birth of the Demon – 1992
- Green Lantern/Green Arrow: Hard-Traveling Heroes – 1992
- Green Lantern/Green Arrow: More Hard-Traveling Heroes – 1993
- Batman: Sword of Azrael – 1993
- Batman: Bloodstorm – 1995
- Batman: Death of Innocents – the Horror of Landmines – 1996
- Batman: I Joker – 1998
- Batman: Shaman – 1998
- Batman in the Seventies – 2000
- The Deadman Collection – 2001
- Batman: The Ring, the Arrow, and the Bat – 2003
- Green Lantern/Green Arrow Collection – Volume 1 – 2004
- Green Lantern/Green Arrow Collection – Volume 2 – 2005
- Green Lantern – Hero’s Quest – 2005

Novellen
- „The Iconoclasts“ – Fantastic Stories, ed. Ted White, Ultimate Publishing, 1971
- „Report on a Broken Bridge“ – Ellery Queen’s Mystery Magazine, December 1971
- „After They’ve Seen Paree“ – Generation, ed. David Gerrold, Dell, 1972
- „The Elseones“ – Fantasy & Science Fiction, February 1972
- „Mister Cherubim“ – Fantastic Stories June, 1972
- „Noonday Devil“ – Saving Worlds, eds. Roger Elwood & Virginia Kidd, Doubleday, 1973
- „Devil Night“ – Haunt of Horror August, 1973
- „Annie Mae: A Love Story“ – The Far Side of Time, ed. Roger Elwood, Dodd Mead, 1974
- „There Are No Yesterdays!“ – Unknown Worlds of Science Fiction March 1975
- „Sister Mary Talks to the Girls Sodality“ – Harpoon Magazine, January, 1975
- „The Killing of Mother Corn“ – Fantasy & Science Fiction, February 1975
- „Father Flotsky“ – Apple Pie Magazine May, 1975
- „Alias the Last Resort“ – Best Detective Stories of the Year, Ed. Hubin, 1975
- „Adam and No Eve“(with Alfred Bester) – Unknown Worlds of Science Fiction March 1975
- „Wave By“ – Fantasy & Science Fiction, September, 1980
- „Bicycle Superhero“ – Superheroes, ed. John Varley Ace Fantasy, 1995

Romane
- The Bite of Monsters – Belmont, 1971
- Dragon’s Fists – Richard Dragon, Kung Fu Master with Jim Berry, 1974
- Secret Origins of the Super DC Heroes – Crown Publishing Group, April 1976
- The Super Comics – Scholastic Book Services, 1981
- Batman Knightfall, 1994
- The DC Comics Guide to Writing Comics, 2001
- Green Lantern Hero’s Quest, 2005
- Batman Begins Novelization, 2005
- DC Universe: Helltown, 2006
- The Dark Knight, 2008

Aufsätze, Rezensionen, Interviews
- The Lurker in the Family Room – The Haunt of Horror, Juni 1973
- Review of Will Eisner’s “A Contract With God” – The Comics Journal #46, Mai 1979
- Interview w/ Samuel R. Delaney – The Comics Journal #48, Sommer 1979
- The Super Comics – 1980
- Article on Gary Trudeau/Doonesbury – The Comics Journal #63, Sommer 1981
- Forum & Interview w/ Gil Kane – The Comics Journal #64, Juli 1981
- The Man of Steel and Me – Superman at 50, 1987
- Martial Arts – Superman & Batman Magazine #1, with Marifran O’Neil, Sommer 1993
- Comics 101/Classes 1 & 2 – Write Now! #3, März 2003
- Comics 101/Classes 3 & 4 – Write Now! #4, Mai 2003
- Comics 101/Classes 5 & 6 – Write Now! #5, August 2003